# Остров Надежды
Остров Надежды или Хопен (норв. Hopen) — остров в юго-восточной части архипелага Шпицберген, имеет вытянутую с юга на север форму, длиной 33 км и шириной лишь 2 км.

Открыт в 1613 году возможно Томасом Мармадюком из Гулля, назвавшим его в честь своего бывшего судна, Hopewell.
Во время Второй мировой войны, 14 ноября 1942 года на острове укрылись выжившие члены экипажа парохода «Декабрист», всего 19 человек, 15 из них погибли во время зимовки, остальные взяты в плен и доставлены в Норвегию на борту U-703 (еще один умер на борту лодки). Позже Люфтваффе разместили на острове метеостанцию, в рамках Операции Цитронелла (рейд на Шпицберген).
В 1978 году на острове разбился Ту-16 Северного флота.
В настоящее время Норвежский Метеорологический институт содержит метеостанцию с персоналом из 4 человек.
Во время зимы на острове находится значительное количество белых медведей.